# André van Duin
André van Duin, pseudònim de Marinus Adrianus Kyvon, (Rotterdam, 20 de febrer de 1947) és un artista de revista neerlandès, comediant, cantant, actor, director, presentador, escriptor i productor. El 1977 va guanyar el Gouden Harp, el premi més prestigios de la cançó lleugera neerlandesa.

## Primers anys
Van Duin va néixer com Adrianus Kloot, però amb "Kloot" sent un insult holandès, va prendre el nom "André van Duin" en lloc d'això, mentre que la seva família va canviar oficialment el seu cognom per "Kyvon". Van Duin va créixer a Rotterdam, estava interessat a actuar a una edat jove i va desenvolupar una imatge com el pallasso de classe, en part a causa dels seus cabells vermells. Després de l'escola primària, va anar a l'LTS per convertir-se en maquinista, però més tard va treballar com a dependent d'oficina i empleat de magatzem.

## Carrera
El 1962, Van Duin, de quinze anys, va enviar diverses sol·licituds a les diferents emissores públiques en les quals descrivia el seu treball i les seves ambicions.
Estimats senyors,
| « | Amb això us anuncio que tinc 15 anys i que el meu ideal és fer de conferenciant. Per tant, us demano educadament si sóc capaç de completar una prova d'habilitat per a la vostra emissora. El meu repertori consta entre d'altres de: conferències, cançons, imitació, expressió mímica amb música, etc. Esperant la teva resposta, vaig passant el meu temps, Atentament, | » |

--André van Duin--
— Carta de sol·licitud de Van Duin (traducció al català),

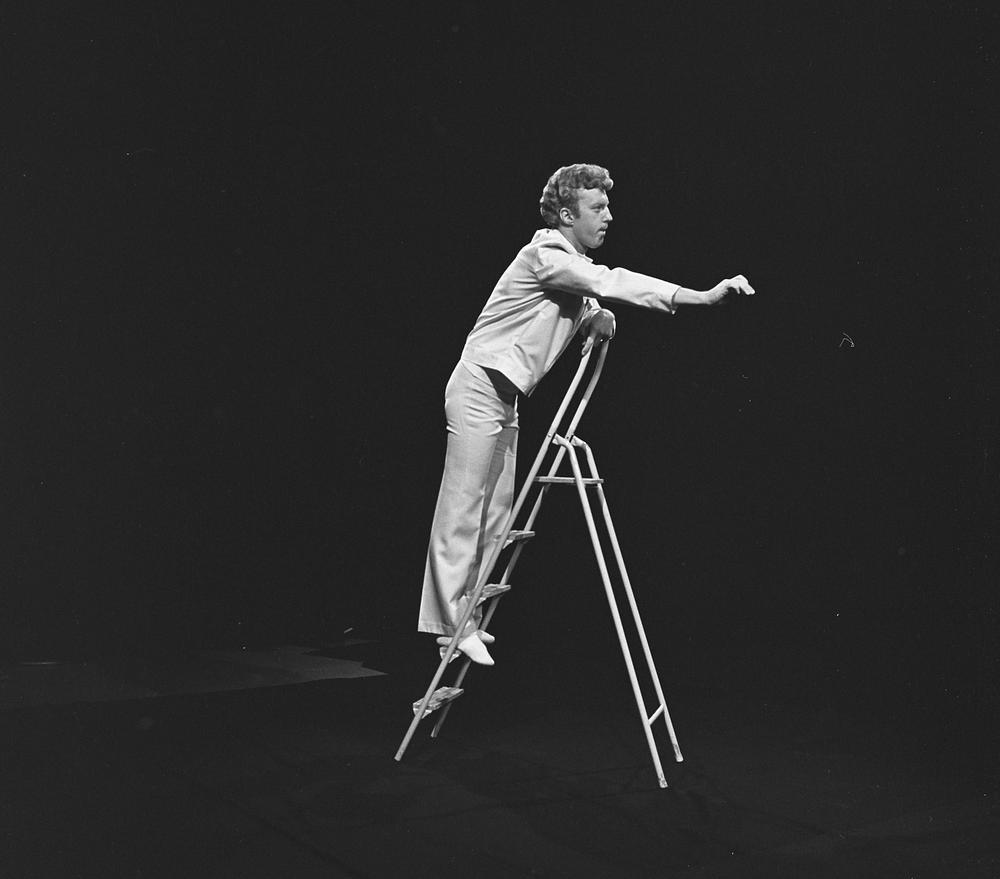
Van Duin parodiant el presentador de notícies de NTS Frits Thors.

KRO va ser una de les dues úniques emissores que va respondre a la carta de Van Duin, afirmant que havien estat llegint "la seva petita carta entremaliada" amb "gran sorpresa", i va afegir que dubtaven molt que Van Duin tingués èxit en les seves ambicions. Finalment, AVRO el va convidar a fer una petita actuació al seu programa de ràdio juvenil Minjon.
El 1964, Van Duin va aconseguir el seu gran avenç. Va participar al concurs de talents d'"AVRO Nieuwe oogst", que tenia com a objectiu mostrar el nou talent musical al públic holandès. Van Duin va entrar a l'espectacle com a parodista de gravació. Durant el primer espectacle, va reproduir una gravació mixta de sis minuts feta a si mateix de cançons d'èxit nord-americanes i britàniques, les seves pròpies bromes i imitacions d'altres artistes i rialles histèriques. Van Duin va acabar l'acte imitant un ball de pollastre en un cercle parodiant "Surfin' Bird", que havia estat un èxit l'any anterior.
Encara que Karel Prior va comentar que l'actuació no era «gaire original» i que Van Duin estava entrant en un carril que ja estava ocupat per Wim Sonneveld i Tom Manders, l'actuació no obstant això va tenir un gran impacte social. Van Duin finalment va guanyar l'espectacle, amb 71 punts, deixant una diferència de 13 punts entre ell i el subcampió.
El seu premi va ser interpretar el seu primer senzill Hé Hé, ik ben André durant el popular programa "Zaterdagavondshow", presentat pel pare i la filla Willy i Willeke Alberti.
Van Duin es va convertir llavors en aprenent dels artistes Theo Reggers i Huug Kok, que després van formar el popular duet "De Spelbrekers". A la segona meitat de la dècada de 1960, Van Duin va viatjar juntament amb la Snip en Snap Revue, on va aprendre més sobre el teatre de revista. Al mateix temps, Van Duin va conèixer a Guus Verstraete jr. un director de televisió holandès. Juntament amb Verstraete, Van Duin va crear el seu primer programa de televisió, titulat "Een avondje teevee met André", del qual es van emetre cinc episodis. El programa va rebre una bona resposta crítica, amb un periodista de Tubantia el va qualificar de "el més destacat" de la televisió del diumenge al vespre.

## 1970: Revues, Dik Voormekaar Show, èxit de les llistes
Revista de gira
Després de la bona resposta al seu primer programa de televisió, el productor de teatre Joop van den Ende va emetre Van Duin per a una producció de revista. Inicialment, Van Duin interpretaria l'home heterosexual de Frans van Dusschoten, però durant les proves, Van den Ende va decidir que Van Duin era més adequat per interpretar el paper de l'home normal.
Juntament amb Ria Valk com a protagonista, Van Duin i Van Dusschoten van fer una gira amb la revista "Lach in de ruimte" l'any 1970. La revista va rebre elogis de la crítica amb un periodista de Nieuwsblad van het Noorden que va afirmar que Van Duin podria convertir-se en un nom familiar al món del teatre holandès.
A la temporada de teatre de 1973-1974, Van Duin i Van Dusschoten van fer una gira pels Països Baixos amb el programa de revista "Dag dag heerlijke lach", aquesta vegada amb Corrie van Gorp com a protagonista. Tot i que era popular entre el públic holandès, els crítics de teatre i televisió van qualificar l'espectacle de baixa cultura. Una versió televisada del programa va guanyar el "Gouden Televizier-ring", el premi televisiu més important votat pel públic holandès. A la cerimònia de lliurament del "Gouden Televizier-ring", Van Duin va demostrar que havia enganxat les males crítiques dels crítics en un paper higiènic i les havia llegit en veu alta davant la premsa. Una gravació presa d'aquell moment va ser restaurada i emesa durant la cerimònia de lliurament de premis del "Gouden Televizier-ring" de 2017.
Dik Voormekaar Show

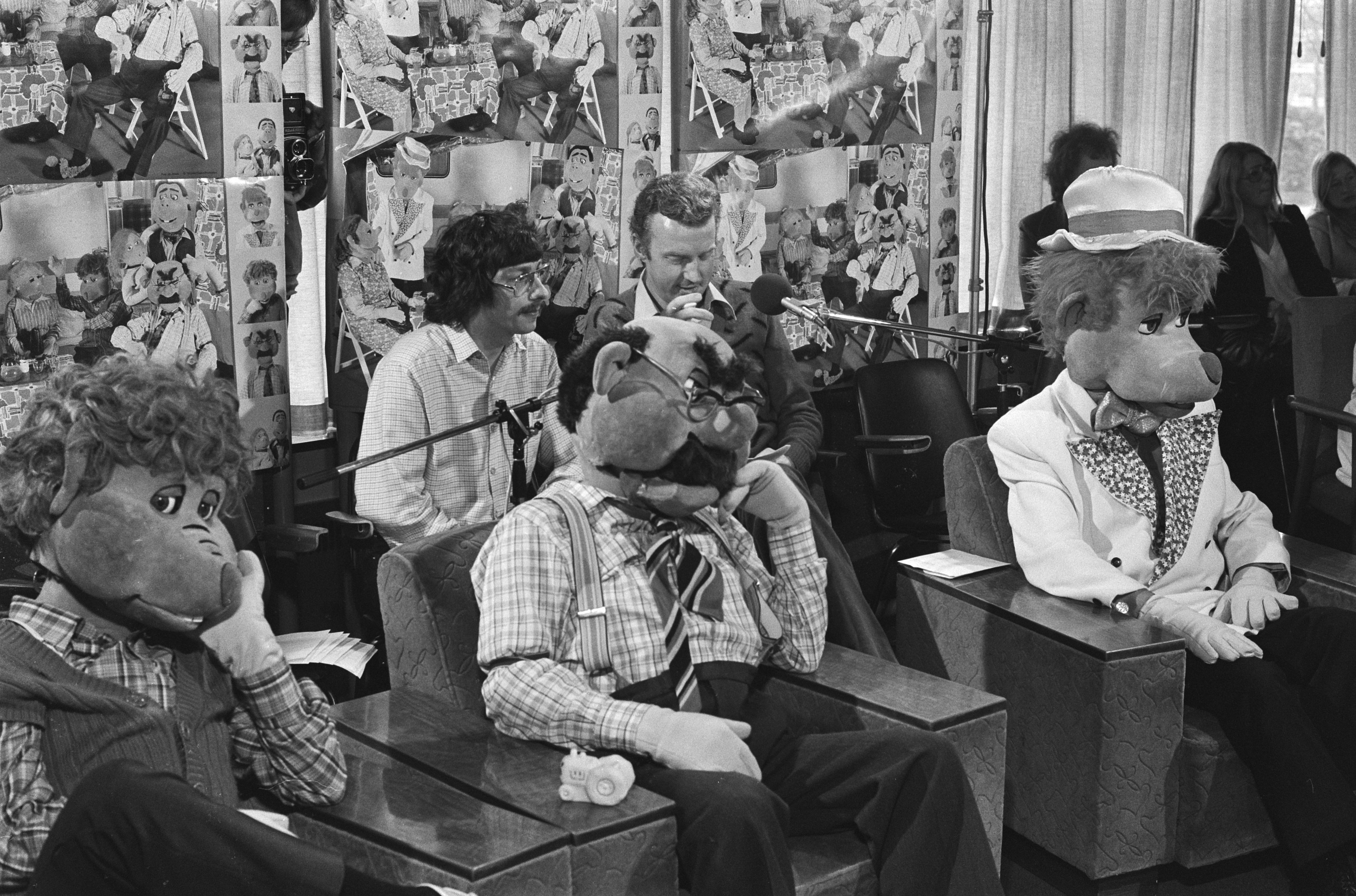
Ferry de Groot i André van Duin (dreta) durant una gravació televisiva de Dik Voormekaar Show

El 1972, Ràdio Noordzee va demanar a André van Duin que presentés un programa de comèdia setmanal, que es va titular per primera vegada "De Abominabele Top 2000". En aquell programa, Van Duin va parodiar anuncis de ràdio i l'oficina de valors holandesa, però un segment amb el primer alter ego real de Van Duin, Dik Voormekaar, es va convertir en la part més popular del programa. Després d'uns quants espectacles, Van Duin també va començar a implicar el seu tècnic, Ferry de Groot, que interpretava l'alter ego de Mr De Groot.
Després de deu episodis, Van Duin i De Groot van convertir el programa en el "Dik Voormekaar Show", afegint també més personatges a l'emissió. Tanmateix, després que Van Duin i De Groot imitessin la junta de Radio Noordzee, el seu programa es va retirar de l'aire. Van Duin va ser acomiadat.
El 1974, Van Duin i De Groot van signar un contracte per continuar l'espectacle dins del temps de ràdio de NCRV a Hilversum 3. Fins al final de l'espectacle el 1985, el "Dik Voormekaar Show" va rebre un alt nivell d'audiència i va ser un dels programes més populars de la ràdio dels holandesos. L'espectacle també es va adaptar a la televisió entre 1977 i 1979, amb Van Duin i De Groot donant veu a retrats de titelles dels seus alter egos. Un àlbum dedicat a l'espectacle va assolir el 8è lloc a les llistes d'àlbums holandesos, i els senzills Nee nou verg ie mooi i Tingelingeling van arribar als 10 primers llocs de les llistes holandeses.
Èxit de gràfics

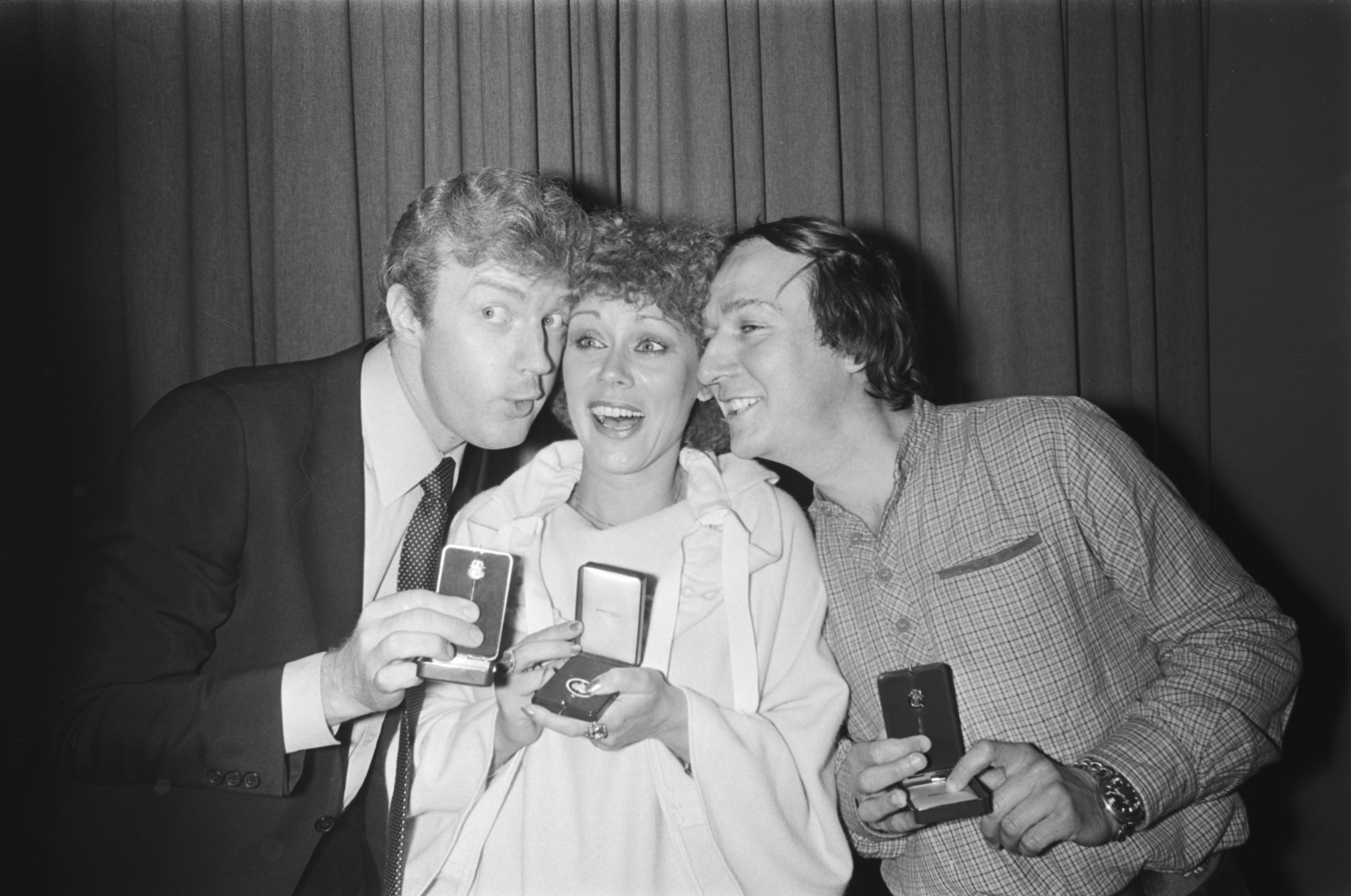
André van Duin, Connie Vandenbos i Peter Koelewijn reben el premi Gouden Harp l'any 1977

A la dècada de 1970, André van Duin va assolir sovint les primeres posicions de les llistes tant amb cançons còmiques com amb paròdies de cançons populars. Van Duin va llançar el seu àlbum homònim el 1972, amb el número 2 a les llistes d'àlbums. El 1974, Van Duin va llançar De tamme boerenzoon, que era una paròdia del senzill De wilde boerndochtere del flamenc Ivan Heylen. La paròdia de Van Duin va arribar al número 2 en les llistes de singles, darrere de l'original, que va ocupar el primer lloc durant diverses setmanes.
No obstant això, algunes de les cançons de Van Duin es van fer més populars que la versió original, la qual cosa va provocar tant elogis dels crítics musicals com irritació dels artistes holandesos. El 1974, la paròdia de Van Duin de We Zullen Doorgaan de Ramses Shaffy, titulada Doorgaan, va arribar al top 10 de les llistes, cosa que l'original no havia aconseguit. El 1980, Willy Alberti va cantar una oda a la reina que abdicava Juliana I dels Països Baixos, que va ser parodiada per Van Duin en una cançó de resposta, en la qual Van Duin imitava el príncep Bernat de Lippe-Biesterfeld.
Van Duin, a més, es va desenvolupar en el gènere del carnavalskraker, una cançó còmica d'un sol ús amb un atractiu de masses que sovint es toca a les desfilades del caranaval als Països Baixos i Flandes. Això va donar lloc al seu primer senzill, Willempie, el 1976, que va provocar controvèrsia per la seva representació d'un home retardat. Van Duin va tenir un carnavalskraker més destacat a la dècada de 1970: "k Heb hele grote bloemkoole", que va publicar com el seu alter ego Mr De Bok.
André van Duin també va tenir èxit amb música més seriosa i va publicar dos àlbums dedicats a una imatge més seriosa: And're André el 1977 i And're André II el 1978.

## Altres empreses
A la dècada de 1970, Van Duin també va interpretar papers en pel·lícules i sèries de televisió. Va debutar com a actor a Oebele el 1971. Van Duin va interpretar el paper principal de Koos Overwater a Hotel de Botel, que va servir com a adaptació holandesa de Fawlty Towers (en català Hotel Fawlty) a la tardor de 1976. André van Duin va ser el principal presentador i comentarista de "Te land, ter zee en in de lucht" de 1977 a 1979.

## 1980s: Films and Animal Crackers
Sóc Joep Melon i l'amic del pit
El 1981, Van Duin es va convertir en la figura central de la seva primera comèdia cinematogràfica "Ik ben Joep Meloen", en la qual va interpretar el personatge titular, l'afinador de piano Joep Meloen. El títol original de la pel·lícula era "Lach om je leven" (anglès: Laugh about your life). Abans de l'estrena de la pel·lícula el 15 de desembre de 1981, TROS va emetre un programa de promoció d'una hora, que va ser criticat per dos membres del Tweede Kamer per la promoció excessiva de béns de tercers a la televisió pública. La pel·lícula va rebre crítiques diverses. El periodista d'Algemeen Dagblad Arno Gelder va qualificar la pel·lícula de decepció, dient que Van Duin era millor al teatre. Un periodista de De Volkskrant ho va anomenar "un malbaratament de talent". Leeuwarder Courant va argumentar més aviat que la pel·lícula era agradable i entretinguda per a aquells que no els importava el personatge de Joep Meloen. Malgrat les crítiques contradictòries, "Ik ben Joep Meloen" es va convertir en un èxit de taquilla; va atreure més de 700.000 espectadors en tres setmanes després de l'obertura, i diversos cinemes van declarar vendes rècords.
Com a resultat, Van Duin va ser contractat per a una altra pel·lícula, "De boezemvriend", que era una adaptació fluixa "Der Revisor" de Nikolai Gógol. En aquesta pel·lícula, Van Duin va interpretar el personatge principal Fred van der Zee, un dentista xarlatan confós amb el delegat de Napoleó. La pel·lícula es va estrenar el 8 de desembre de 1982. La pel·lícula va rebre majoritàriament crítiques negatives.

## Treball de comèdia i Animal Crackers
Durant la dècada de 1980, Van Duin es va mantenir invariablement popular com a còmic als Països Baixos. A mitjans de la dècada de 1980 es va fer especialment conegut per diversos dels seus alter egos, que de vegades interpretava al costat de Corrie van Gorp. El 1981, va presentar el "Flip Fluitketel Show" com el seu alter ego Flip Fluitketel, que en el seu apogeu va atreure una estimació de 5,8 milions d'espectadors.
El 1986, Van Duin va fer breus peces de comèdia mentre narrava animals del zoo en un espectacle que va anomenar "Animal Crackers", que posteriorment va entrar al festival "Rose d'Or". El 1988, Animal Crackers va tenir el seu propi programa de televisió en col·laboració amb el "World Wildlife Fund". El febrer de 1988, Animal Crackers va ser el tercer programa més vist amb una quota de mercat del 34%.

## Anys 90: Passa a la televisió comercial i surt del teatre
Amb l'obertura del sistema de radiodifusió holandès a la dècada de 1990, artistes com Van Duin van rebre noves oportunitats. Una de les primeres empreses que Van Duin va tenir a la televisió comercial van ser les emissions d'una de les seves revistes la nit de Cap d'Any de 1990 a RTL4, que llavors encara era una empresa luxemburguesa. Aquesta emissió va atreure més de 2,8 milions d'espectadors, convertint-se en el programa més vist del dia. Mentrestant, TROS va emetre una revista inèdita de Van Duin uns dies després que, segons es diu, va rebre encara més espectadors. No obstant això, el 1990, Van Duin havia acceptat fer programes per a RTL per a una durada de tres anys, provocant rumors sobre la seva relació amb el TROS.
A RTL, Van Duin va presentar programes com Wedden Dat i va participar com a panelista al programa de jocs "Wie ben ik?" al costat de Ron Brandsteder. Va acabar amb Van Duin amb el premi estrella de televisió de l'any 1991.
El 1993, Van Duin va anunciar la seva sortida del teatre. En un concert de comiat al Teatre Luxor de Rotterdam, Van Duin va tocar per última vegada al costat de Van Dusschoten, ja que aquest es va retirar del tot. Van Duin pretenia concentrar-se més en el treball televisiu. Poc després, Van Duin es va traslladar a Aruba, on va viure amb la seva parella.
A la tardor de 1993, va tornar als Països Baixos per gravar un nou espectacle d'humor. Des del seu primer episodi, en què Van Duin es va disfressar de repartidor de pizza, una cançó es va convertir en un èxit instantani. Ja abans de l'emissió, un periodista del "Nieuwsblad van het Noorden" va assenyalar que "tothom a l'estudi d'Aalsmeer estava cantant la cançó als passadissos". La cançó, ara oficialment batejada com Pizzalied (Effe Wachten), va ser llançada a principis de desembre com a senzill i ràpidament va encapçalar les llistes holandeses.
A principis de 1995, Van Duin va acabar amb la seva relació de dues dècades amb Wim van der Pluym a causa del mal ús d'alcohol d'aquest i es va traslladar de nou a Amsterdam. Tanmateix, quan Van der Pluym es va emmalaltir amenaçament, Van Duin va tornar a Aruba per quedar-se amb ell. El juliol de 1995, Van der Pluym va morir als 43 anys.

## Anys 2000: New Revue i Dik Voormekaar Show
El 2007 es va posar en marxa la gira "André's Nieuwe Revue"; Bèlgica va ser visitada el novembre de 2008 durant cinc espectacles a Anvers.
Després de 18 anys amb RTL, Van Duin va tornar feliçment al TROS. El 2009 va fer una nova sèrie de "Dik Voormekaar Shows".

## Anys 2010: passar a Omroep MAX i a una imatge més seriosa
El març de 2010, Van Duin va llançar Dubbel, una recopilació de 2CD formada per cançons serioses i absurdes que inclouen temes nous com l'homenatge del dia de la mare "Moederdag" i una versió amb tema de portada temàtica d'"Hallelujah" de Leonard Cohen.
El 2013, Van Duin va ressuscitar Animal Crackers durant dues temporades. Un any més tard, Van Duin va celebrar la seva carrera de cinc dècades presentant un "Best Of de 16 episodis".
A la segona meitat de la dècada del 2010, André van Duin va començar a allunyar-se lentament de la seva imatge de còmic privilegiat. Va signar un contracte amb Omroep MAX, una de les altres emissores holandeses, el grup objectiu de la qual és la generació de més de 50 anys i va esdevenir actiu com a cantant, actor i presentador de televisió en lloc d'un còmic. Van Duin va llançar un àlbum de versions de cançons de Wim Sonneveld el 2016.

A "EenVandaag", Van Duin va dir: 
| « | "Ja he cantat cançons serioses abans i després la gent va dir:" bona veu, hauríeu de fer més amb això", però després com a còmic, sou més destacat. Vaig fer algunes cançons. entremig, però mai he estat cantant, però al cap i a la fi, estic content que ara tinc la possibilitat. (...) No necessàriament ho diria un canvi de carrera, estic fent tot el que sempre he fet, però ara aquells personatges tan estranys que vaig fer amb barretes i pantalons curts i aquelles ximpleries, que vaig fer durant més de 50 anys amb molt d'èxit i diversió, més ara penso que 'm'estic fent gran, l'any que ve en faré 70'., he de començar a fer coses que s'adaptin a la meva edat." | » |

El 2015, Van Duin va debutar com a actor teatral a "The Sunshine Boys" protagonitzat al costat de Kees Hulst. Van fer una gira durant un any i van col·laborar més en "Het geheime dagboek van Hendrik Groen", una sèrie dramàtica ambientada en una residència d'avis després de les novel·les amb el mateix nom. Van Duin va interpretar el paper principal d'Evert Duiker durant dues temporades.
Van Duin va actuar com a veu en off per a un documental sobre vida salvatge a l'estil de la BBC; "Wild" es va estrenar als cinemes el febrer de 2018. Dos mesos després, Animal Crackers va tornar a la franja d'última hora del programa de conferències "Tijd voor MAX".
Van Duin va substituir Martine Bijl com a presentador de "Heel Holland Bakt", la versió holandesa de "The Great British Bake Off", quan es recuperava d'un SAH. Bijl va dir que només havia volgut que el programa continués si André van Duin es convertís en el seu substitut. Quan Bijl no va poder tornar al programa a causa de les complicacions de la seva malaltia, Van Duin es va convertir en l'amfitrió permanent del programa.
El 21 de juny de 2018, Van Duin va rebre un premi a la seva trajectòria a la cerimònia "Zilveren Nipkowschijf". El famós "Dik Voormekaar Show" de Van Duin va ocupar el primer lloc a "De Onvergetelijke Luisterlijst", un rànquing de tots els temps dels millors programes de ràdio holandesos emesos per l'emissora pública holandesa NPO per celebrar el 100 aniversari de la ràdio holandesa.
L'agost de 2018, Van Duin va organitzar "De Nieuwe Lekkerbek", un concurs d'aperitius inventius. El març de 2019, Van Duin va ser co-amfitrió de "Wat een Verhaal" (Històries increïbles) amb Anne-Marie Jung; una sèrie en què els actors retraten les històries dels espectadors. Aquell mateix any, Van Duin va col·laborar amb el seu copresentador de Heel Holland Bakt, Janny van der Heijden, a la sèrie documental "Thinking of Holland", en la qual van navegar pels Països Baixos en vaixell per conèixer la relació del país amb l'aigua.

## 2020-present: pèrdua personal, "La bohème" i "Forever
Van Duin va suspendre les seves activitats a finals del 2019 a causa de la malaltia del seu marit. El marit de Van Duin va morir a principis de 2020.
La seva primera reaparició a la televisió el 2020 va ser durant una de les últimes emissions de "De Wereld Draait Door", el programa de tertúlies més popular dels Països Baixos, que estava previst que finalitzi el març del 2020. Allà, Van Duin va cantar una versió holandesa de Charles Aznavour. La Bohème, a la qual André van Duin havia escrit una traducció al neerlandès. Aquesta actuació es va fer viral als Països Baixos. Més tard, el portal de notícies nu.nl el va nomenar com un dels vuit moments més impactants de la història del programa.

En una entrevista a Algemeen Dagblad, Van Duin va dir: 
| « | "Va ser extrem. En tota la meva carrera, mai he tingut tanta resposta en una actuació televisiva. Aparentment vaig fer feliç a la gent. Vaig rebre tot tipus de compliments: que especial, què vas cantar bé, vam plorar al sofà. És "The Great Dutch Cry-Off". No sabia que molta gent estava mirant." | » |

El 2021, Van Duin va col·laborar amb el cantautor Danny Vera a "Voor Altijd", una cançó dedicada al difunt marit de Van Duin. El 20 de febrer, va interpretar la cançó en directe a Mathijs gaat door. "Voor Altijd" va ocupar el número 23 a la punta de la llista de singles holandesos i al #20 a la punta del Top 40 holandès.

## Vida personal
André van Duin va estar en una relació amb Wim van der Pluym des de 1974 fins a 1995, quan Van der Pluym va morir. Van Duin es va casar amb Martin Elferink el 23 de desembre de 2006 (mort el 13 de gener de 2020).

## Discografia
- Feest met meneer en mevrouw de bok
- Dit ben ik
- Bij van Duin